# Chiesa di Ognissanti (Himara)
La chiesa di Ognissanti (in albanese Kisha e Gjithë Shenjtorëve; in greco Εκκλησία Αγιών Πάντων?, Ekklīsia Agiōn Pantōn) è una chiesa ortodossa di Himara (Albania), sita nella città vecchia e amministrata dalla Metropolia di Argirocastro della Chiesa ortodossa autocefala albanese.
L'edificio è tutelato come monumento culturale dal 1970.

## Storia

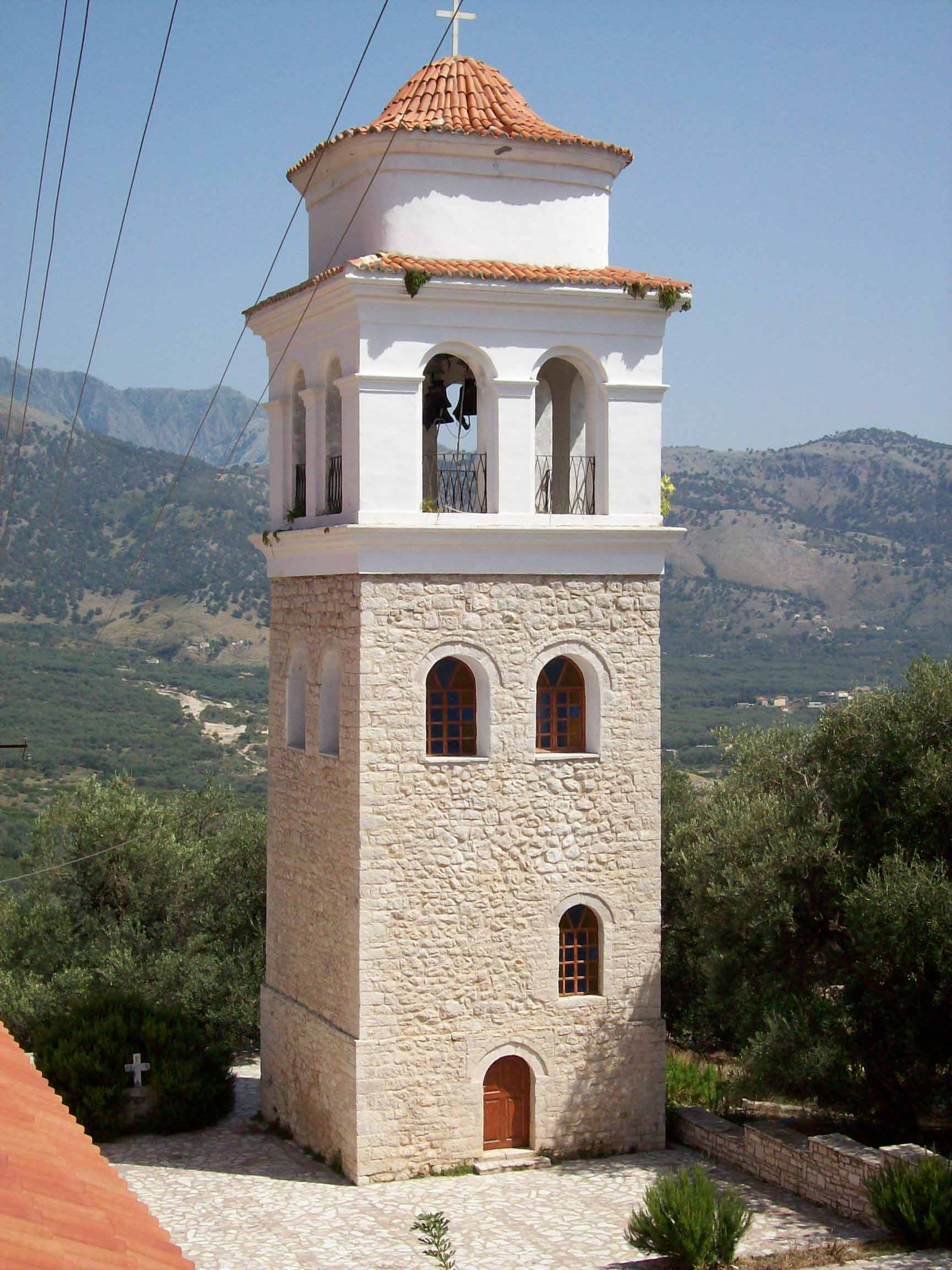
Il campanile della chiesa di Ognissanti.

Fu costruita intorno al 1775 nei pressi del castello di Himara e secondo la tradizione sarebbe stata tra i luoghi di predicazione di san Cosma d'Etolia, il quale avrebbe chiesto agli abitanti della città di realizzare la chiesa. Secondo la tradizione, l'iconostasi fu donata dalla Metropolia di Giannina nel 1826 e realizzata dagli artigiani di Konitsa.
Caduta in disuso sotto il regime socialista, in particolare dopo la proclamazione in costituzione dell'ateismo di Stato nel 1967, la chiesa fu convertita in magazzino. In seguito, fu restaurata e riaperta al culto negli anni 1990.
Nel 2012 si sono verificati almeno due tentativi di furto di porzioni dell'iconostasi (definita, tra l'altro, un "esempio di alto artigianato"). Nel 2022 la chiesa ha ospitato il Festival Internazionale della Musica di Himara.

## Descrizione
Si tratta di una basilica in pietra a tre navate dotata di un campanile, posto nella porzione sud-occidentale del sagrato. All'interno della chiesa è custodita un'iconostasi lignea del 1826, realizzata secondo la tradizione dagli artigiani greci di Konitsa.